# Béla Varga (zapaśnik)
Béla Varga (ur. 2 czerwca 1888 w Kiskunfélegyházie, zm. 4 kwietnia 1969 w Budapeszcie) – węgierski zapaśnik walczący w stylu klasycznym. Dwukrotny olimpijczyk. Brązowy medalista ze Sztokholmu 1912 i szósty w Paryżu 1924. Walczył w wadze półciężkiej.
Mistrz świata w 1910. Złoty medalista mistrzostw Europy w 1912 i 1913 roku.

## Letnie Igrzyska Olimpijskie 1912
| Konkurencja | Eliminacje         | Eliminacje            | Eliminacje            | Eliminacje              | Eliminacje                 | Eliminacje            | Finały                 | Finały               | Klas. końcowa |
| Konkurencja | Przeciwnik I       | Przeciwnik II         | Przeciwnik III        | Przeciwnik IV           | Przeciwnik V               | Przeciwnik VI         | Przeciwnik I           | Przeciwnik II        | Miejsce       |
| ----------- | ------------------ | --------------------- | --------------------- | ----------------------- | -------------------------- | --------------------- | ---------------------- | -------------------- | ------------- |
| 82,5 kg     | Karl Ekman (SWE) Z | Oskar Wiklund (FIN) P | Knut Lindberg (FIN) Z | Johan Andersson (SWE) Z | Sigurjón Pétursson (ISL) Z | August Rajala (FIN) Z | Anders Ahlgren (SWE) P | Ivar Böhling (FIN) P | 3.            |

## Letnie Igrzyska Olimpijskie 1924
| Konkurencja | Eliminacje               | Eliminacje        | Eliminacje            | Eliminacje               | Klas. końcowa |
| Konkurencja | Przeciwnik I             | Przeciwnik II     | Przeciwnik III        | Przeciwnik IV            | Miejsce       |
| ----------- | ------------------------ | ----------------- | --------------------- | ------------------------ | ------------- |
| 82,5 kg     | Dante Ceccatelli (ITA) Z | Jan Muijs (NED) Z | Emil Wecksten (FIN) P | Calle Westergren (SWE) P | 6.            |